# Bugonia (film)
Bugonia è un film del 2025 diretto da Yorgos Lanthimos. È un remake in lingua inglese del film sudcoreano del 2003 Jigureul jikyeora! di Jang Joon-hwan. Il cast principale include Emma Stone e Jesse Plemons.

## Produzione
Le riprese del film si sono svolte principalmente nell'Oxfordshire, in Inghilterra, Grecia, New York e Georgia. Sono durate dal 1° luglio al 17 settembre 2024.

## Distribuzione
Il film verrà presentato in anteprima assoluta in concorso all'82ª Mostra internazionale d'arte cinematografica di Venezia. L'uscita del film è prevista negli Stati Uniti e in Canada il 24 ottobre 2025. Focus Features si occuperà dell'uscita negli Stati Uniti, mentre Universal Pictures si occuperà della distribuzione internazionale.

## Premi e riconoscimenti
- 2025 – Mostra internazionale d'arte cinematografica di Venezia
  - In concorso per il Leone d'oro